# Ролс Спрингс (Мисисипи)
Ролс Спрингс (енгл. Rawls Springs) насељено је место без административног статуса у америчкој савезној држави Мисисипи.

## Демографија
По попису из 2010. године број становника је 1.254.
| Група             | 2000.    | 2010.       |
| Белци             | 0 (0,0%) | 461 (36,8%) |
| Афроамериканци    | 0 (0,0%) | 739 (58,9%) |
| Азијати           | 0 (0,0%) | 8 (0,6%)    |
| Хиспаноамериканци | 0 (0,0%) | 14 (1,1%)   |
| Укупно            | 0        | 1.254       |